# Монастиракі (станція метро)
37°58′34″ пн. ш. 23°43′31″ сх. д. / 37.975985° пн. ш. 23.72539° сх. д.
«Монастиракі» (грец. Μοναστηράκι) — пересадна станція Афіно — Пірейської залізниці та 3 лінії Афінського метрополітену Афінського метрополітену. Розташована за 9,069 км від станції метро «Пірей».
Станція була відкрита 17 травня 1895 року. Монастиракі стала пересадною станцією, коли в березні 2003 року була відкрита 3 лінія Афінського метрополітену. Станція розташована на території найдавнішого історичного району Афін — Плака, що своєю чергою знаходиться біля підніжжя північного і східного схилів Акрополя з лабіринтами вузьких вуличок і будинками, побудованими в неокласичному стилі.